# Daljica
Daljíca je omejena prema črta. Sorodna pojma sta premica in poltrak.
Daljica AB je del premice, sestavljen iz točk, ki ležijo med točkama A in B (vključno s tema dvema točkama). Točki se A in B imenujeta krajišči daljice. Razdalja med obema krajiščema se imenuje dolžina daljice in se jo označi |AB| ali tudi d(A,B) ali AB. Daljici sta enako dolgi, če in samo če sta skladni.
Pojem lege »med danima točkama« se lahko definira s pomočjo razdalje: točka C leži med točkama A in B, če je razdalja med točkama A in B enaka vsoti razdalj med A in C ter med C in B (tj.: velja zveza |AB| = |AC| + |CB|).
Točka, ki razpolavlja daljico na dva enaka dela, se imenuje razpolovišče. Čez razpolovišče pravokotno na daljico poteka njena simetrala.
S pomočjo vektorjev se lahko definira daljico AB kot množico:
{\displaystyle AB=\{T;{\overrightarrow {AT}}=k\cdot {\overrightarrow {AB}},k\in [0,1]\}\!\,.}
To definicijo se pogosto zapiše tudi v obliki:
{\displaystyle AB=\{T;{\vec {r}}_{T}={\vec {r}}_{A}+k\cdot {\overrightarrow {AB}},k\in [0,1]\}\!\,.}
Daljica je vedno konveksna množica točk. V matematični topologiji je daljica definirana kot konveksna ogrinjača točk A in B.

## Posebni primeri daljic
Nekateri daljice imajo posebna imena:
- stranica mnogokotnika je vsaka od daljic, ki ta lik omejujejo.
- rob poliedra je daljica v kateri se stikata dve mejni ploskvi tega telesa (npr.: rob kocke, rob piramide ipd.).
- daljica na številski premici se imenuje tudi interval.
- daljica, ki jo neka množica točk omejuje na dani premici, se imenuje odsek ali segment.